# Neocallichirus pachydactylus
Neocallichirus pachydactylus is een tienpotigensoort uit de familie van de Callianassidae. De wetenschappelijke naam van de soort is voor het eerst geldig gepubliceerd in 1870 door A. Milne-Edwards.